# 리옹 미술관

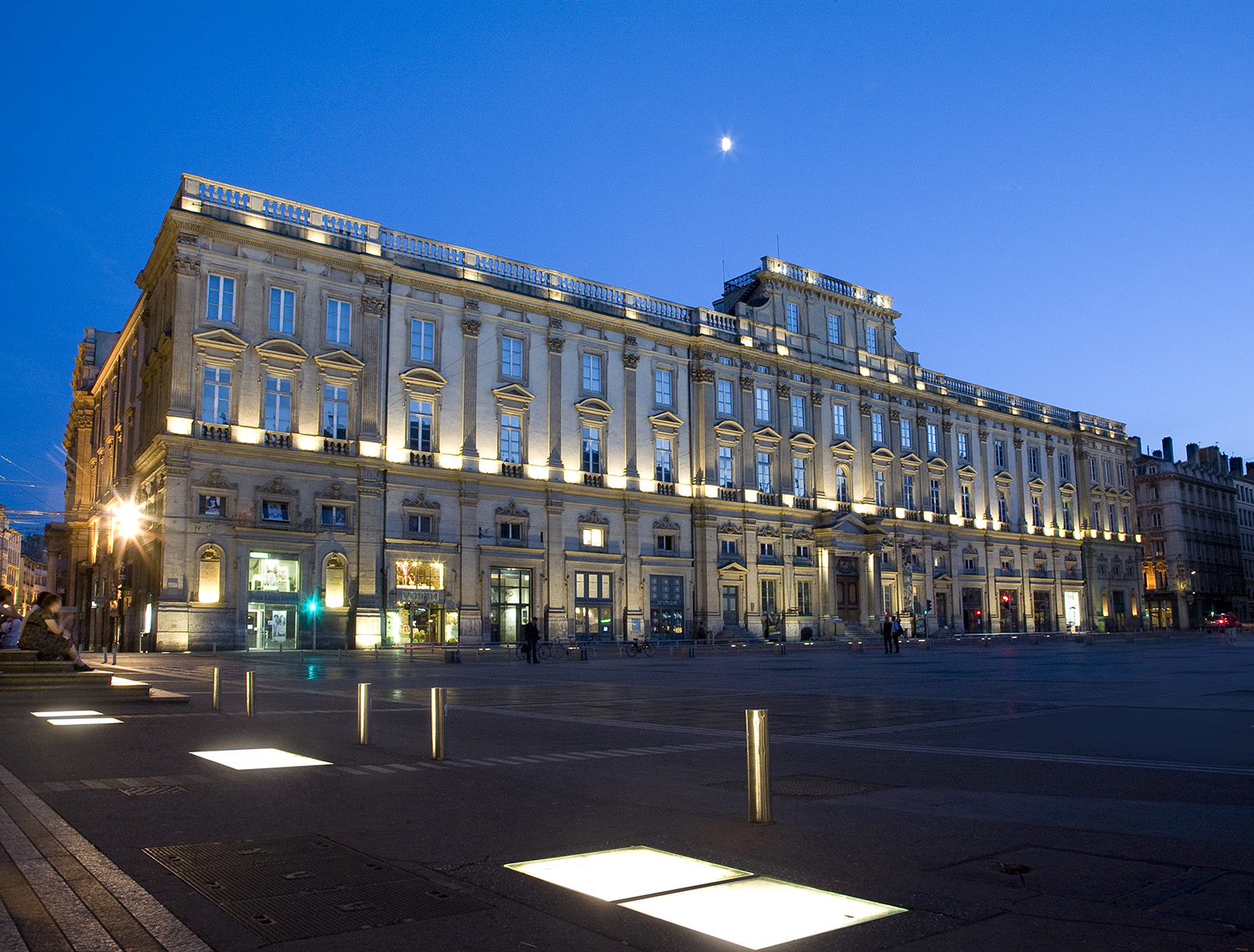

리옹 미술관(Museum of Fine Arts of Lyon, Musée des beaux-arts de Lyon)은 프랑스 리옹시에 위치한 미술관이다.
본래 17세기 때 궁전으로 지어진 건물인데 현재는 미술관으로 사용하고 있다. 푸르비에르 언덕과 마주한 앙리 4세의 기마상이 서 있는 데로 광장에 있는 미술관이다. 그리스시대부터 근대에 이르는 각종 미술작품을 관람할 수 있다.